# کیت براون (بازیکن فوتبال، زاده ۱۹۵۴)
کیت براون (انگلیسی: Keith Brown؛ زادهٔ ۲۳ سپتامبر ۱۹۵۴) بازیکن فوتبال اهل بریتانیا است.
از باشگاه‌هایی که در آن بازی کرده‌است می‌توان به باشگاه فوتبال گریمزبی تاون اشاره کرد.